# Jail
A Jail Kanye West amerikai rapper dala, Donda (2021) című, tizedik stúdióalbumáról. A dalon közreműködik Jay-Z. Az album végén hallható a dal második verziója, a Jail, Pt. 2 amelyen a közreműködő előadó DaBaby amerikai rapper és Marilyn Manson énekes.
A Jail pozitív és negatív reakciókat is váltott ki zenekritikusokból. A produceri munkát méltatták, néhányan a lemez legjobb dalának választották, míg mások kritizálták DaBaby és Manson szereplését, tekintve, hogy mindketten botrányokba keveredtek az album megjelenése előtti időszakban, mint homofóbia és szexuális erőszakkal kapcsolatos vádak. Többen is a 2013-as Black Skinhead dalhoz hasonlították.

## Háttér
2001-ben West dolgozott producerként Jay-Z hatodik stúdióalbumán, a The Blueprinten, amellyel elkezdődött kiépülni a páros közötti munkakapcsolat. Azóta több Jay-Z-albumon is dolgozott, míg a New York-i rapper közreműködött West több albumán is, mint a 2010-es My Beautiful Dark Twisted Fantasyn (2010). West és Jay-Z ezek mellett kiadták a Watch the Throne közreműködési albumot, 2011-ben. Öt évvel később megromlott a kapcsolatuk, mikor West rosszakat mondott róla a Saint Pablo Tour közben. Jay-Z a 4:44 (2017) albumának intrójában beszélt a kapcsolatukról és azt mondta, hogy beszélnie kell Westtel a „családi ügy megoldásáért.” Az első problémák a kapcsolatukban West és Kim Kardashian esküvője után jelentek meg. 2021. július 22-én West a Donda első albumbemutatóját a Mercedes-Benz Stadionban egy olyan dal lejátszásával zárta, amelyen lehetett hallani Jay-Z-t. A dal címe Jail volt, amely a harmadik bemutató közben derült ki, a chicagói Soldier Fielden. Az ekkor lejátszott verzión nem lehetett hallani Jay-Z-t, csak DaBabyt. A változtatást általános elítélték a rajongói, annak következtében, hogy DaBaby éppen egy homofóbiával kapcsolatos botrányban volt. A végső verzión ismét szerepelt Jay-Z és eltávolították róla DaBabyt. Ez volt az első alkalom 2016 óta, hogy West és Carter egy dalon szerepeltek.

## Fogadtatás
A Jail fogadtatása pozitív és negatív is volt. Thomas Hobbs (The Guardian) szerint West dalszövegei a dalon tompák voltak korábbi munkájához képest, és a dal zenei oldalát is kritizálta. Paul Thompson (Rolling Stone) viszont azt írta, hogy a dal tiszta katarzis és tökéletesen átlátja, hogy milyen veszélyt jelent a rendőrség, kiemelve, mint az egyik dal az albumról, ami őszinte sötétséget mutat. Chris Willman (Variety) szerint egy „kellemes, stílusokon átívelő meglepetés [...] himnusszerű refrénnel és erőteljes akkordokkal, amelyet akár az Imagine Dragons is kiadhatott volna.”
Jay-Z szereplése se győzött meg minden kritikust. Thomas szerint a verzéje borzasztóan volt megírva és „úgy hangzik, mint egy próbafelvétel.” David Aaron Brake (HipHopDX) Jay-Z karrierjének egyik legrosszabb közreműködésének nevezte és azt mondta, hogy olyan, mintha "West felébresztette volna egy pihenésből és kevesebb, mint 30 perc alatt kért volna tőle néhány sort." Ezzel ellentétben Nina Hernandez (The A.V. Club) szerint az elmúlt évek egyik legjobb Jay-Z-vendégszereplését hallhattuk a Jailen és a dal a Donda egyik egyértelmű fénypontja. Riley Wallace (Exclaim!) ehhez hasonlóan azt mondta, hogy Jay-Z adta az album egyik „csillogó ékkövét.”

## Pt. 2
A dal második része, a Jail, Pt. 2 a Donda 24. dala volt és utólag, 2021. augusztus 31-én került fel az albumra. Eredetileg csak a lemez Spotifyon megjelent verzió számlistáján szerepelt és nem volt lejátszható. West Instagramon posztolt képernyőképeket beszélgetésekről, menedzserével, amelyből kiderült, hogy DaBaby képviselői miatt nem jelenhetett meg a dal. A rapper ezekben a beszélgetésekben a következőt mondta: „Nem veszem le a testvéremet. Ő volt az egyetlen, aki nyilvánosan azt mondta, hogy rám fog szavazni.” Ezek mellett azt mondta, hogy a Universal Music Group az ő tudomása nélkül adta ki az albumot és megakadályozták a Jail, Pt. 2 kiadását. Kiadón belüli források ezt tagadták.

## Slágerlisták
| Slágerlista (2021)                   | Legmagasabb pozíció |
| ------------------------------------ | ------------------- |
| Ausztrália (ARIA)                    | 5                   |
| Ausztria (Ö3 Austria Top 40)         | 37                  |
| Kanada (Canadian Hot 100)            | 9                   |
| Csehország (Singles Digitál Top 100) | 53                  |
| Dánia (Tracklisten)                  | 7                   |
| Global 200 (Billboard)               | 6                   |
| Izland (Plötutíðindi)                | 8                   |
| Írország (IRMA)                      | 9                   |
| Olaszország (FIMI)                   | 56                  |
| Litvánia (AGATA)                     | 21                  |
| Hollandia (Single Top 100)           | 39                  |
| Új-Zéland (Recorded Music NZ)        | 6                   |
| Norvégia (VG-lista)                  | 12                  |
| Szlovákia (Singles Digitál Top 100)  | 32                  |
| Svédország (Sverigetopplistan)       | 19                  |
| Svájc (Schweizer Hitparade)          | 23                  |
| Brit kislemezlista (OCC)             | 11                  |
| Brit R&B-lista (OCC)                 | 3                   |
| US Billboard Hot 100                 | 10                  |
| US Christian Songs (Billboard)       | 2                   |
| US Hot R&B/Hip-Hop Songs (Billboard) | 8                   |

| Slágerlista (2021)                   | Legmagasabb pozíció |
| ------------------------------------ | ------------------- |
| Ausztrália (ARIA)                    | 61                  |
| Kanada (Canadian Hot 100)            | 60                  |
| Global 200 (Billboard)               | 60                  |
| US Billboard Hot 100                 | 63                  |
| US Christian Songs (Billboard)       | 19                  |
| US Hot R&B/Hip-Hop Songs (Billboard) | 31                  |